# Wickhambreaux
Wickhambreaux (Wickhambreux) is een civil parish in het bestuurlijke gebied City of Canterbury, in het Engelse graafschap Kent.

## Foto's

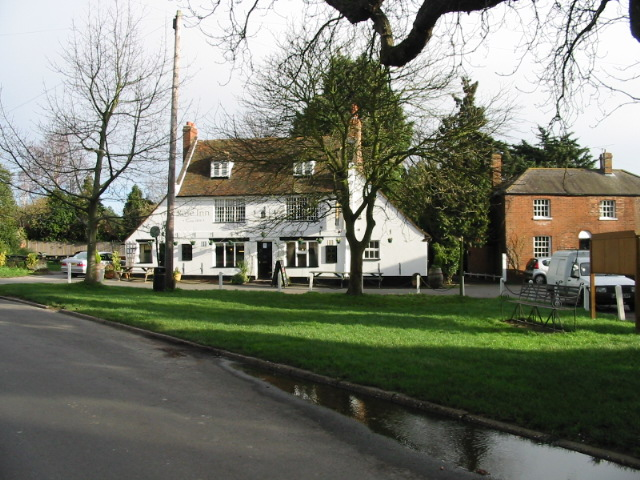
The Rose Inn
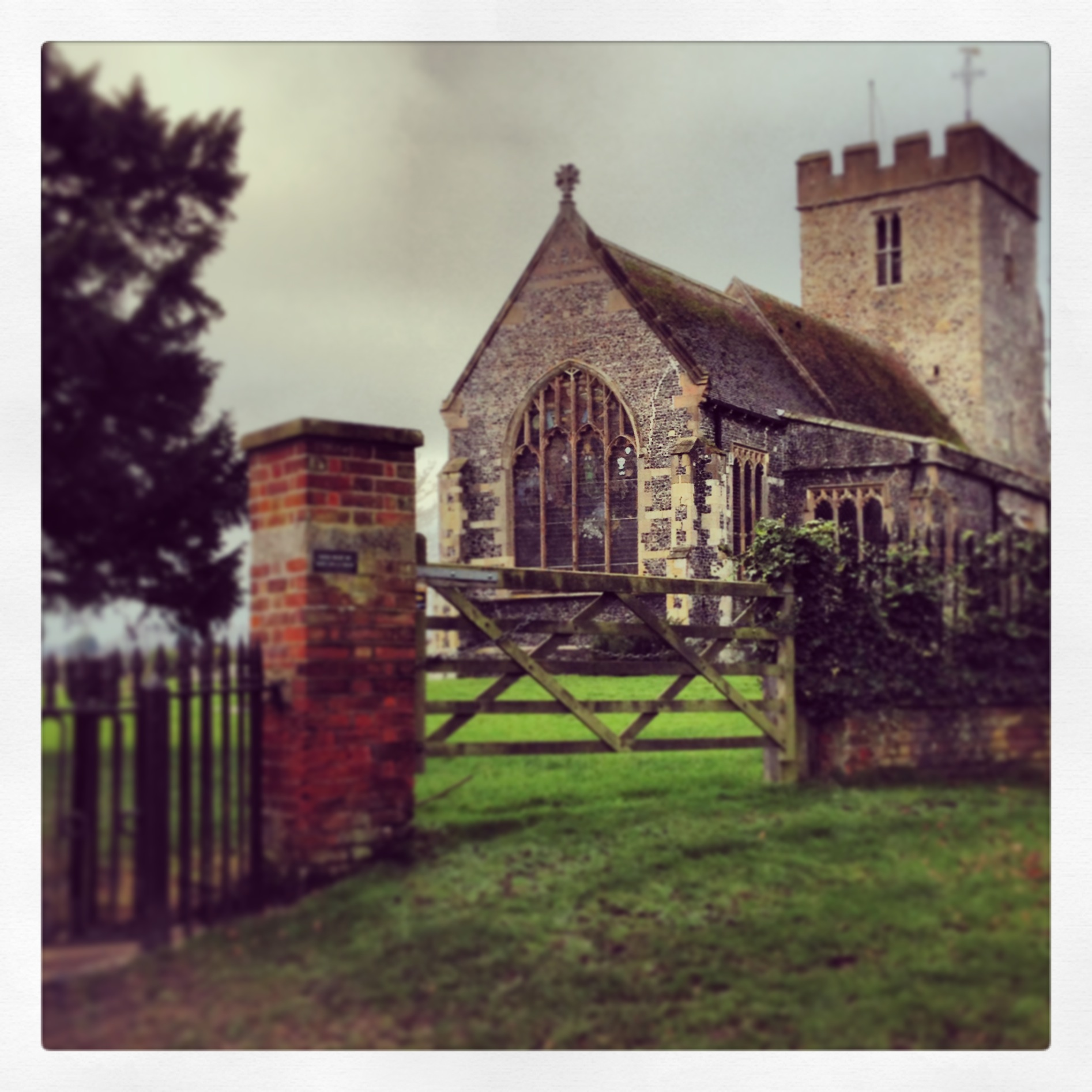
Kerk van St. Andrew
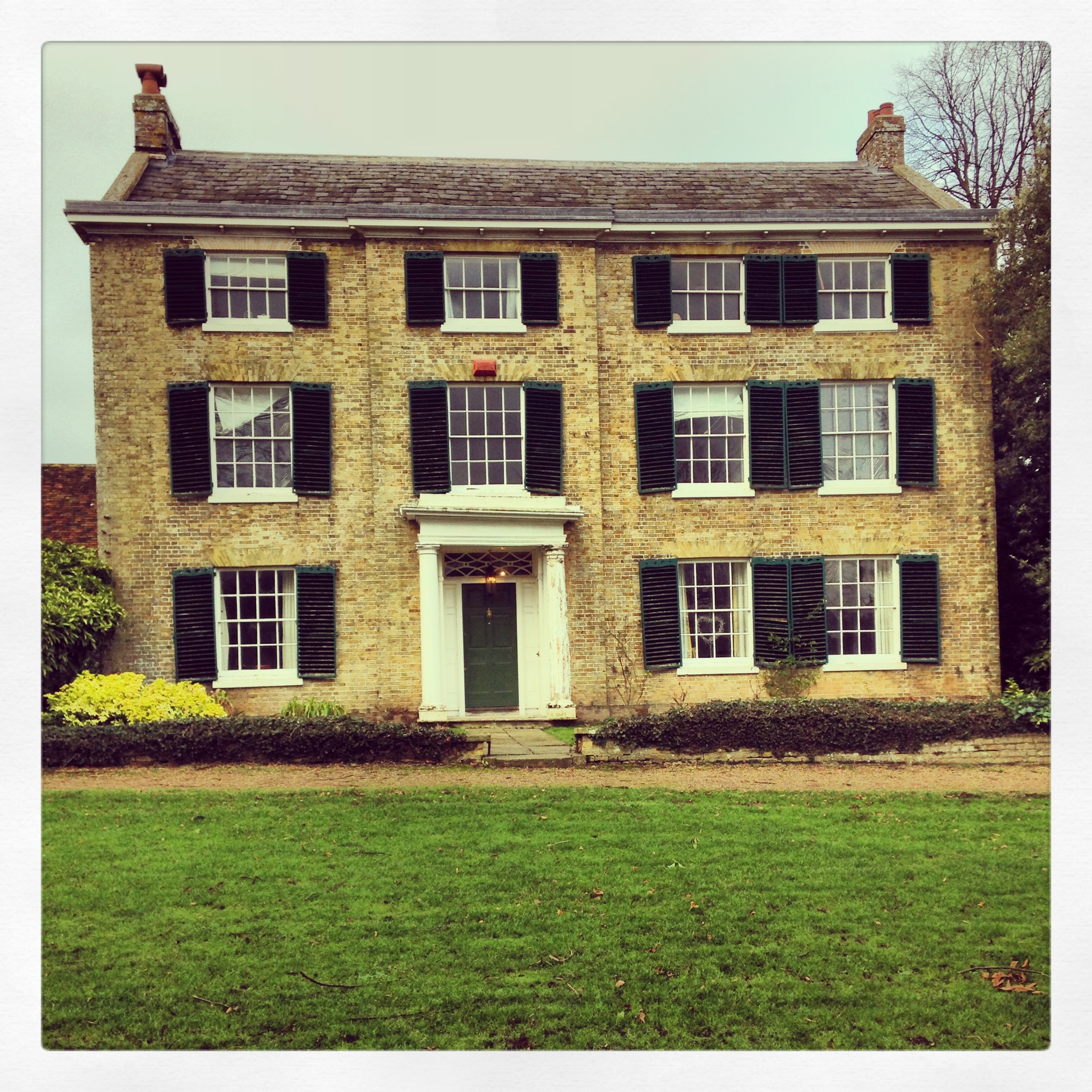
Wickham Court
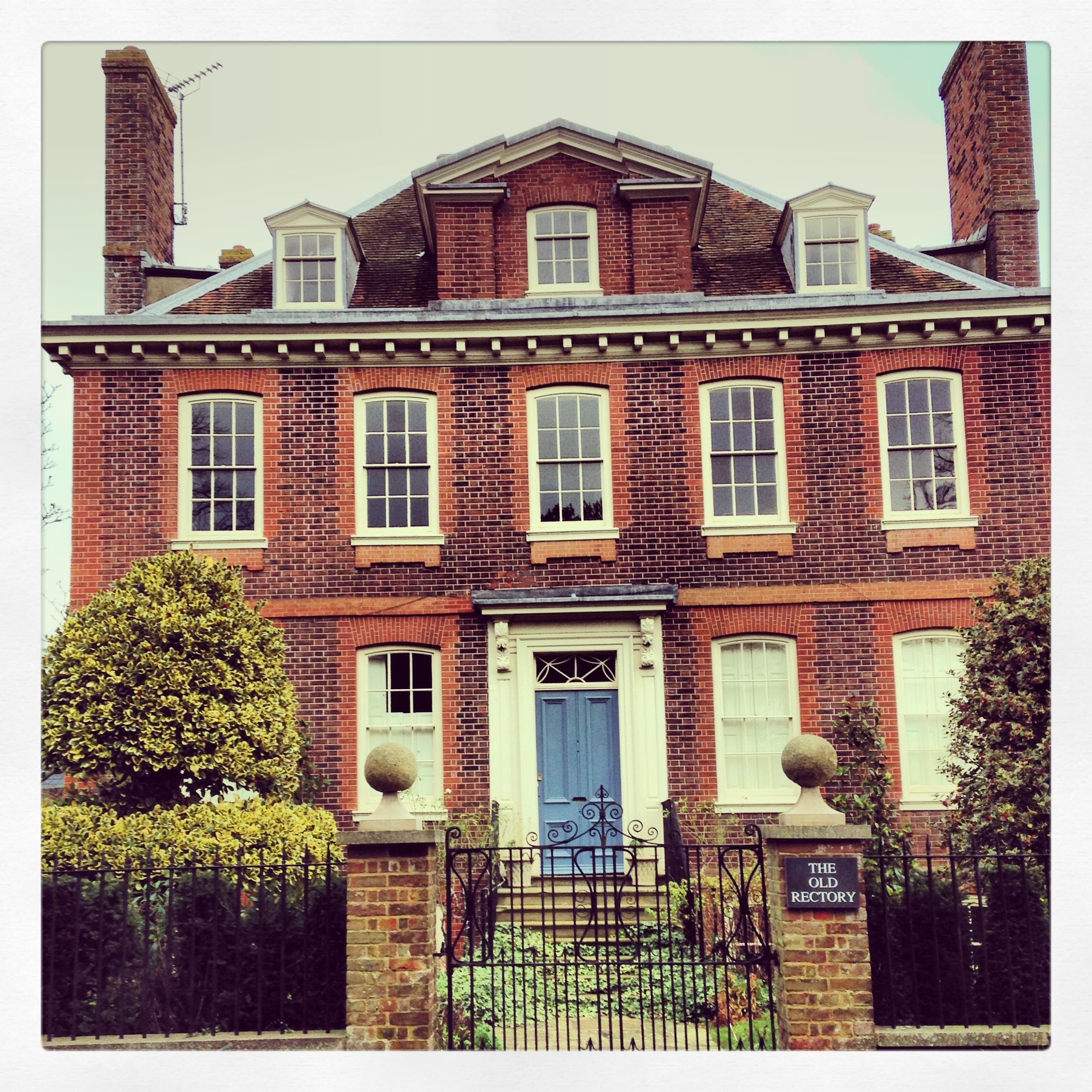
The Old Rectory